# 凉水河特大桥
凉水河特大桥位于北京市通州区，是京津城际铁路的一座特大桥。桥梁上跨六环路和凉水河，全长21.563千米，共有648孔，最大跨度100米，最小跨度48米。